# Inese Tarvida
Inese Tarvida (16 de noviembre de 1998) es una deportista letona que compite en taekwondo.
Ganó dos medallas de bronce en el Campeonato Mundial de Taekwondo, en los años 2017 y 2019, y dos medallas en el Campeonato Europeo de Taekwondo, plata en 2018 y bronce en 2021.

## Palmarés internacional
| Campeonato Mundial | Campeonato Mundial       | Campeonato Mundial | Campeonato Mundial |
| Año                | Lugar                    | Medalla            | Categoría          |
| ------------------ | ------------------------ | ------------------ | ------------------ |
| 2017               | Muju (Corea del Sur)     | Medalla de bronce  | –53 kg             |
| 2019               | Mánchester (Reino Unido) | Medalla de bronce  | –53 kg             |
| Campeonato Europeo |                          |                    |                    |
| Año                | Lugar                    | Medalla            | Categoría          |
| 2018               | Kazán (Rusia)            | Medalla de plata   | –53 kg             |
| 2021               | Sofía (Bulgaria)         | Medalla de bronce  | –57 kg             |